# Eupithecia columbrata
Eupithecia columbrata är en fjärilsart som beskrevs av Macdunnough 1940. Eupithecia columbrata ingår i släktet Eupithecia och familjen mätare. Inga underarter finns listade i Catalogue of Life.